# Erik Lundesgaard
Erik Lundesgaard, född 10 juli 1980, är en norsk statsvetare. 
Erik Lundesgaard gav 2005 ut boken Skikk og bruk på Cappelen forlag. 